# Das EFX
DAS EFX („DAS“ steht für „Drayz and Skoob“) ist ein Hip-Hop-Duo aus Brooklyn/New York, USA. Die Gruppe besteht aus den Rappern Andre Weston (aka Krazy Drayz aka Dray) und Willie Hines (aka Skoob). Sie waren wichtige Vertreter des Underground-Raps zu Beginn der 1990er Jahre und vor allem für ihren charakteristischen, vom jamaikanischen Ragga beeinflussten Rap-Stil bekannt.
Ihr Erstlingswerk Dead Serious, das von ihren Entdeckern EPMD produziert wurde, gilt als Meilenstein der Geschichte der Musik der Straße und verkaufte sich über eine Million Mal.

## Diskografie

### Alben
- 1992: Dead Serious (EastWestAmerica)
- 1993: Straight Up Sewaside (EastWestAmerica)
- 1995: Hold It Down (EastWestAmerica)
- 1998: Generation EFX (EastWestAmerica)
- 2003: How We Do (CNR Records)

### Kompilationen
- 2001: The Very Best of Das EFX (Rhino Records)

### Singles & EPs
- 1992: Mic Checka
- 1992: Straight Out the Sewer
- 1992: They Want EFX
- 1993: Freakit
- 1993: Kaught in da AK
- 1993: If Only
- 1993: Baknaffek
- 1995: Real Hip-Hop
- 1995: Microphone Master (feat. Mobb Deep)
- 1998: Set It Off
- 1998: Rap Scholar (feat. Redman)
- 2002: East Coast Hustlers
- 2002: Raisin – Hell
- 2003: How We Do

### Gastsingles
- 1993: Ice Cube – Check Yo Self
- 2000: Melgroove – Viens (Come to Party)